# Laura Valentine
Mrs. R. Valentine, Laura Jewry de son nom de jeune fille, est une auteure britannique née en 1814 et morte le 18 décembre 1899.

## Biographie
Elle épouse le pasteur Richard Valentine en 1853, mais se retrouve veuve un an plus tard.
C'est une auteure britannique très prolifique connue sous le pseudonyme de Tante Louise (Aunt Louisa), spécialiste de littérature de jeunesse. Entre 1860 et 1890, elle a publié et illustré de très nombreux contes anglais et traduit des contes européens faisant partie du folklore traditionnel.

## Ouvrages

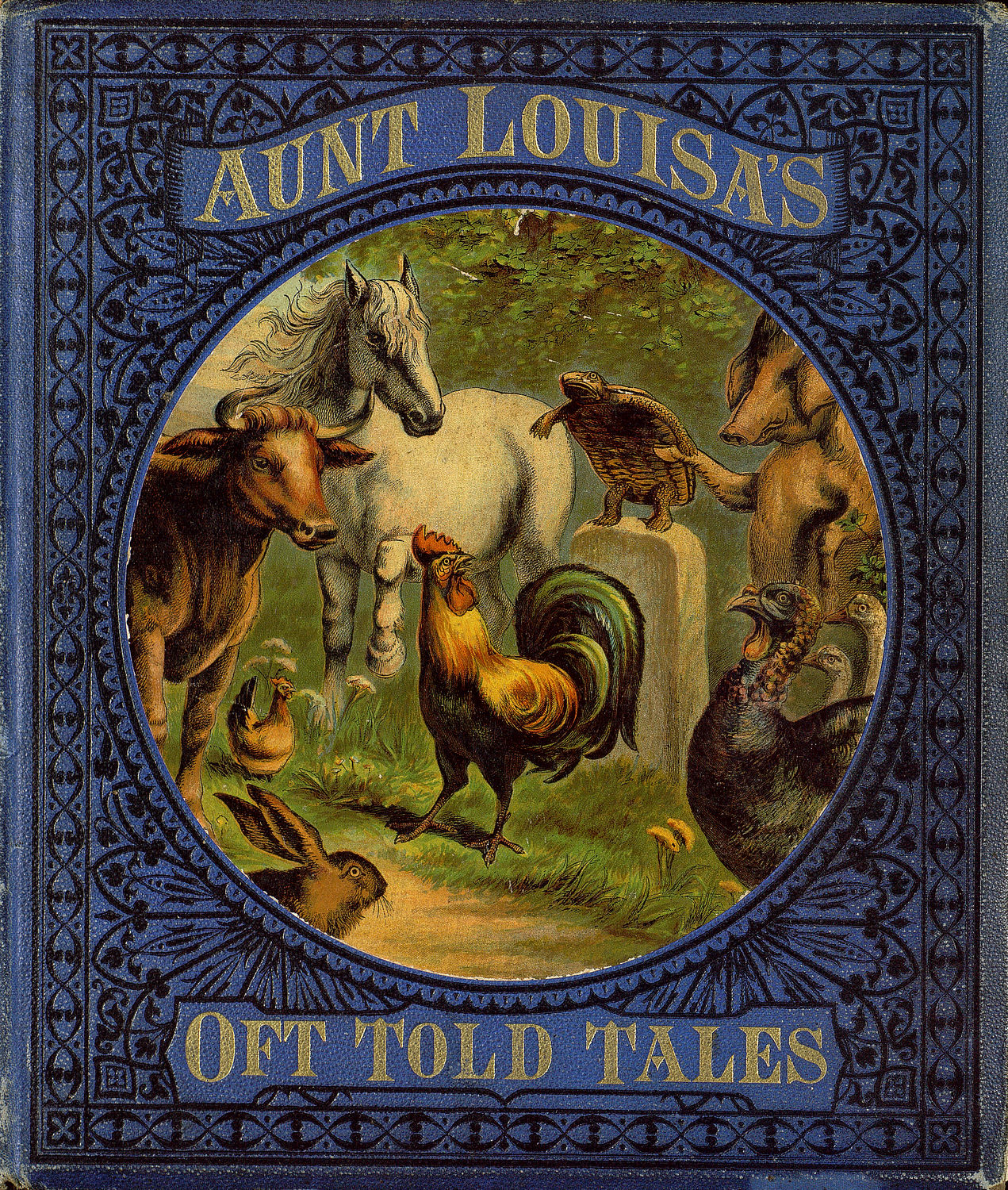
Frontispice des Contes d'antan de Tante Louise.

Une quarantaine d'ouvrages illustrés numérisés, dans le Domaine Public, sont téléchargeables sur le site de l'Université de Floride (Baldwin Library).
- Aunt Louisa's London Toy Books: Sea-Side, (Frederick Warne and Co.), ca. 1870 [lire en ligne]
- Aunt Louisa's London Toy Books: The Birthday Party, (Frederick Warne and Co.), ca. 1870 [lire en ligne]
- Aunt Louisa's big picture series: Home games for little girls, (McLoughlin Brothers), 1870 [lire en ligne]
- Aunt Louisa's big picture series: Santa Claus and his works, (McLoughlin Brothers), 1872 [lire en ligne]
- Uncle Ned's toy books: Play time stories, (McLoughlin Bro's), 187? [lire en ligne]
- Aunt Louisa's London Toy Books: The Zoological gardens hyænas, stag, jaguar, fox, otter, camel, (Frederick Warne and Co.), ca. 1875 [lire en ligne]
- Aunt Louisa's London Toy Books: Hop O'my Thumb, (Frederick Warne and Co.), ca. 1880 [lire en ligne]

## Traductions sur Wikiversité
- Crapauds et diamants, traduction en français de la version anglaise courte du conte de Charles Perrault Les Fées.
- Six jeux de société victoriens